# Taekwondo na Igrzyskach Azjatyckich 2018
Taekwondo na Igrzyskach Azjatyckich 2018 – jedna z dyscyplin rozgrywana podczas igrzysk azjatyckich w Dżakarcie i Palembangu. Zawody odbyły się w dniach 19 – 23 sierpnia w Jakarta Convention Center w stolicy Indonezji. Do rywalizacji w czternastu konkurencjach przystąpiło 299 zawodników z 35 państw.

## Uczestnicy
W zawodach wzięło udział 299 zawodników z 35 państw.
| Reprezentacja                | Liczba zawodników |
| ---------------------------- | ----------------- |
| Afganistan                   | 4                 |
| Arabia Saudyjska             | 10                |
| Bahrajn                      | 1                 |
| Bhutan                       | 8                 |
| Chiny                        | 17                |
| Chińskie Tajpej              | 18                |
| Filipiny                     | 19                |
| Hongkong                     | 8                 |
| Indie                        | 8                 |
| Indonezja                    | 18                |
| Iran                         | 17                |
| Japonia                      | 6                 |
| Jemen                        | 2                 |
| Jordania                     | 6                 |
| Kambodża                     | 6                 |
| Katar                        | 5                 |
| Kazachstan                   | 14                |
| Kirgistan                    | 2                 |
| Korea Południowa             | 18                |
| Laos                         | 7                 |
| Liban                        | 2                 |
| Makau                        | 5                 |
| Malezja                      | 7                 |
| Mjanma                       | 4                 |
| Mongolia                     | 5                 |
| Nepal                        | 14                |
| Pakistan                     | 7                 |
| Palestyna                    | 2                 |
| Sri Lanka                    | 6                 |
| Tadżykistan                  | 4                 |
| Tajlandia                    | 13                |
| Timor Wschodni               | 6                 |
| Uzbekistan                   | 16                |
| Wietnam                      | 13                |
| Zjednoczone Emiraty Arabskie | 1                 |
| 35 reprezentacji             | 299               |

## Medaliści
| Konkurencja          | Złoto                                                                              | Srebro                                                        | Brąz                                                                        |           |
| Mężczyźni            | Mężczyźni                                                                          | Mężczyźni                                                     | Mężczyźni                                                                   | Mężczyźni |
| -------------------- | ---------------------------------------------------------------------------------- | ------------------------------------------------------------- | --------------------------------------------------------------------------- | --------- |
| –58 kg               | Kim Tae-hun                                                                        | Niyaz Pulatov                                                 | Farzan Ashour Zadeh Fallah                                                  | [ 3 ]     |
| –58 kg               | Kim Tae-hun                                                                        | Niyaz Pulatov                                                 | Sergio Suzuki                                                               | [ 3 ]     |
| –63 kg               | Mirhashem Hosseini                                                                 | Zhao Shuai                                                    | Cho Gang-min                                                                | [ 4 ]     |
| –63 kg               | Mirhashem Hosseini                                                                 | Zhao Shuai                                                    | Ho Chia-hsin                                                                | [ 4 ]     |
| –68 kg               | Lee Dae-hoon                                                                       | Amirmohammad Bakhshikalhori                                   | Ahmad Abughaush                                                             | [ 5 ]     |
| –68 kg               | Lee Dae-hoon                                                                       | Amirmohammad Bakhshikalhori                                   | Jerassyl Kajrbek                                                            | [ 5 ]     |
| –80 kg               | Nikita Rafalovich                                                                  | Lee Hwa-jun                                                   | Saleh El-Sharabaty                                                          | [ 6 ]     |
| –80 kg               | Nikita Rafalovich                                                                  | Lee Hwa-jun                                                   | Nurłan Myrzabajew                                                           | [ 6 ]     |
| +80 kg               | Saeid Rajabi                                                                       | Dmitriy Shokin                                                | Hamza Kattan                                                                | [ 7 ]     |
| +80 kg               | Saeid Rajabi                                                                       | Dmitriy Shokin                                                | Rusłan Żaparow                                                              | [ 7 ]     |
| Poomsae indywidualny | Kang Min-sung                                                                      | Koorosh Bakhtiyar                                             | Chen Ching                                                                  | [ 8 ]     |
| Poomsae indywidualny | Kang Min-sung                                                                      | Koorosh Bakhtiyar                                             | Pongporn Suvittayarak                                                       | [ 8 ]     |
| Poomsae drużynowy    | Korea Południowa · Han Yeong-hun · Kang Wan-jin · Kim Seon-ho                      | Chiny · Deng Tingfeng · Hu Mingda · Zhu Yuxiang               | Filipiny · Jeordan Dominguez · Dustin Jacob Mella · Rodolfo Jr Reyes        | [ 9 ]     |
| Poomsae drużynowy    | Korea Południowa · Han Yeong-hun · Kang Wan-jin · Kim Seon-ho                      | Chiny · Deng Tingfeng · Hu Mingda · Zhu Yuxiang               | Wietnam · Lê Thanh Trung · Nguyễn Thiên Phụng · Trần Tiến Khoa              | [ 9 ]     |
| Kobiety              |                                                                                    |                                                               |                                                                             |           |
| –49 kg               | Panipak Wongpattanakit                                                             | Madinabonu Mannopova                                          | Nahid Kiyanichandeh                                                         | [ 10 ]    |
| –49 kg               | Panipak Wongpattanakit                                                             | Madinabonu Mannopova                                          | Miyu Yamada                                                                 | [ 10 ]    |
| –53 kg               | Su Po-ya                                                                           | Ha Min-ah                                                     | Fariza Ałdangorowa                                                          | [ 11 ]    |
| –53 kg               | Su Po-ya                                                                           | Ha Min-ah                                                     | Laetitia Aoun                                                               | [ 11 ]    |
| –57 kg               | Luo Zongshi                                                                        | Lee Ah-reum                                                   | Pauline Louise Lopez                                                        | [ 12 ]    |
| –57 kg               | Luo Zongshi                                                                        | Lee Ah-reum                                                   | Vipawan Siripornpermsak                                                     | [ 12 ]    |
| –67 kg               | Julyana Al-Sadeq                                                                   | Kim Jan-di                                                    | Nigora Tursunkulova                                                         | [ 13 ]    |
| –67 kg               | Julyana Al-Sadeq                                                                   | Kim Jan-di                                                    | Zhang Mengyu                                                                | [ 13 ]    |
| +67 kg               | Lee Da-bin                                                                         | Deniz Cansel                                                  | Gao Pan                                                                     | [ 14 ]    |
| +67 kg               | Lee Da-bin                                                                         | Deniz Cansel                                                  | Svetlana Osipova                                                            | [ 14 ]    |
| Poomsae indywidualny | Defia Rosmaniar                                                                    | Marjan Salahshouri                                            | Yap Khim Wen                                                                | [ 15 ]    |
| Poomsae indywidualny | Defia Rosmaniar                                                                    | Marjan Salahshouri                                            | Yun Ji-hye                                                                  | [ 15 ]    |
| Poomsae drużynowy    | Tajlandia · Kotchawan Chomchuen · Phenkanya Phaisankiattikun · Ornawee Sirisahakit | Korea Południowa · Choi Dong-ah · Gwak Yeo-won · Park Jae-eun | Filipiny · Rinna Babanto · Juvenile Faye Crisostomo · Janna Dominique Oliva | [ 16 ]    |
| Poomsae drużynowy    | Tajlandia · Kotchawan Chomchuen · Phenkanya Phaisankiattikun · Ornawee Sirisahakit | Korea Południowa · Choi Dong-ah · Gwak Yeo-won · Park Jae-eun | Chińskie Tajpej · Chen Hsiang-ting · Chen Yi-hsuan · Lin Kan-yu             | [ 16 ]    |

## Tabela medalowa
| Pozycja | Reprezentacja    | Złoto | Srebro | Brąz | Razem |
| ------- | ---------------- | ----- | ------ | ---- | ----- |
| 1.      | Korea Południowa | 5     | 5      | 2    | 12    |
| 2.      | Iran             | 2     | 3      | 2    | 7     |
| 3.      | Tajlandia        | 2     | 0      | 2    | 4     |
| 4.      | Uzbekistan       | 1     | 3      | 2    | 6     |
| 5.      | Chiny            | 1     | 2      | 2    | 5     |
| 6.      | Chińskie Tajpej  | 1     | 0      | 3    | 4     |
| 6.      | Jordania         | 1     | 0      | 3    | 4     |
| 8.      | Indonezja        | 1     | 0      | 0    | 1     |
| 9.      | Kazachstan       | 0     | 1      | 4    | 5     |
| 10.     | Filipiny         | 0     | 0      | 3    | 3     |
| 11.     | Japonia          | 0     | 0      | 2    | 2     |
| 12.     | Liban            | 0     | 0      | 1    | 1     |
| 12.     | Malezja          | 0     | 0      | 1    | 1     |
| 12.     | Wietnam          | 0     | 0      | 1    | 1     |
| Razem   | Razem            | 14    | 14     | 28   | 56    |